# جبل العین
جبل العین یک کوه در سودان است که در Northern state/Northern Kurdufan واقع شده‌است. جبل العین ۵۷۰ متر بالاتر از سطح دریا واقع شده‌است.